# Konspindel
Konspindel (Cyclosa conica) är en spindel i familjen hjulspindlar. Den blir 4–7 millimeter lång och känns igen på bakkroppens form, den har en påfallande puckel som ger den ett konisk utseende. Spindelns fångstnät känns igen på att det finns en tätare sträng av silkestrådar som går lodrätt mitt genom nätet, dels ovanför och dels nedanför nätets centrum. I denna sträng finns inspunna rester av spindelns byten.

## Kännetecken
Konspindeln blir 4–7 millimeter lång. Honorna är större än hanarna med en längd på upp mot 7 millimeter. Hanarna mäter bara cirka 4 millimeter. Spindeln är ganska kraftigt byggd, med stor bakkropp. Bakkroppen har en säregen form, den har en puckel och är konisk till formen, ett av de främsta kännetecknen för arten.

## Utbredning
Konspindeln förekommer över nästan hela Europa och den förekommer också i Nordamerika och delar av Asien, från Ryssland och Turkiet till Kina och Japan. I Sverige förekommer konspindeln från Skåne och norrut till Lule lappmark.

## Levnadssätt
Konspindeln lever både i lövskog och barrskog. Den bygger hjulformiga fångstnät och livnär sig på de insekter som fastnar i nätet. Resterna av bytena spinner den in i den tätare sträng av silkestrådar som finns ovanför och nedanför nätets centrum. 
Fortplantningen sker under sommaren. Honan gör i juli eller augusti ett litet klotrunt och gulaktigt spinn i vilket hon sedan lägger äggen. Spinnet fästs på kvistar eller andra liknande underlag.